# Rachid El Hammouchi
Rachid El Hammouchi (Mülheim an der Ruhr, 12 september 1981) is een Duits voormalig voetballer van Marokkaanse afkomst die als verdediger voor onder andere Fortuna Sittard speelde.

## Carrière
Rachid El Hammouchi speelde in Duitsland in de amateurliga's voor de tweede elftallen van Alemannia Aachen en SpVgg Greuther Fürth. In 2006 vertrok hij naar Fortuna Sittard, waar hij op 11 augustus 2006 zijn debuut maakte in het betaald voetbal, in de met 0-0 gelijkgespeelde thuiswedstrijd tegen FC Zwolle. Hij was een vaste waarde voor Fortuna, en speelde in zijn eerste seizoen alle 38 wedstrijden in de Eerste divisie, waarin Fortuna vijftiende werd. In zijn tweede seizoen bleef hij een vaste waarde en scoorde hij daarnaast driemaal. In 2007 werd hij geselecteerd voor een trainingskamp van het Marokkaans voetbalelftal, maar maakte nooit zijn debuut voor het nationale elftal. In 2008 vertrok hij naar BSV Kickers Emden, wat gepromoveerd was naar het nieuwe derde profniveau van Duitsland, de 3. Liga. Emden werd zesde in het debuutseizoen, maar degradeerde vanwege financiële problemen. Hierna speelde hij nog in het Duitse amateurvoetbal voor SV Wilhelmshaven, Wuppertaler SV Borussia, VfR Wormatia Worms, SC Borussia 1912 Freialdenhoven en TSV Hertha Walheim.

### Statistieken
| Seizoen                     | Club                            | Land           | Competitie           | Competitie | Competitie | Beker | Beker | Totaal | Totaal |
| Seizoen                     | Club                            | Land           | Competitie           | Wed.       | Dlp.       | Wed.  | Dlp.  | Wed.   | Dlp.   |
| --------------------------- | ------------------------------- | -------------- | -------------------- | ---------- | ---------- | ----- | ----- | ------ | ------ |
| 2001/02                     | Alemannia Aachen II             | Duitsland      | Oberliga Nordrhein   | 33         | 3          | –     | –     | 33     | 3      |
| 2002/03                     | SpVgg Greuther Fürth II         | Duitsland      | Oberliga Bayern      | 27         | 1          | –     | –     | 27     | 1      |
| 2003/04                     | Alemannia Aachen II             | Duitsland      | Verb. Mittelrhein    | 29         | 4          | –     | –     | 29     | 4      |
| 2004/05                     | Alemannia Aachen II             | Duitsland      | Oberliga Nordrhein   | 32         | 1          | –     | –     | 32     | 1      |
| 2005/06                     | Alemannia Aachen II             | Duitsland      | Oberliga Nordrhein   | 31         | 1          | –     | –     | 31     | 1      |
| 2006/07                     | Fortuna Sittard                 | Nederland      | Eerste divisie       | 38         | 0          | 1     | 0     | 39     | 0      |
| 2007/08                     | Fortuna Sittard                 | Nederland      | Eerste divisie       | 31         | 3          | 1     | 0     | 32     | 3      |
| 2008/09                     | BSV Kickers Emden               | Duitsland      | 3. Liga              | 37         | 0          | ?     | ?     | 37     | 0      |
| 2009/10                     | SV Wilhelmshaven                | Duitsland      | Regionalliga Nord    | 27         | 1          | ?     | ?     | 27     | 1      |
| 2010/11                     | Wuppertaler SV Borussia         | Duitsland      | Regionalliga West    | 26         | 1          | 0     | 0     | 26     | 1      |
| 2010/11                     | Wuppertaler SV Borussia II      | Duitsland      | Oberl. Niederrhein   | 1          | 0          | –     | –     | 1      | 0      |
| 2011/12                     | Wuppertaler SV                  | Duitsland      | Regionalliga West    | 31         | 0          | ?     | ?     | 31     | 0      |
| 2012/13                     | Wuppertaler SV                  | Duitsland      | Regionalliga West    | 32         | 0          | ?     | ?     | 32     | 0      |
| 2013/14                     | VfR Wormatia Worms              | Duitsland      | Regionalliga Südw.   | 28         | 0          | ?     | ?     | 28     | 0      |
| 2014/15                     | SC Borussia 1912 Freialdenhoven | Duitsland      | Oberliga Mittelrhein | 20         | 1          | 2     | 0     | 22     | 1      |
| 2015/16                     | TSV Hertha Walheim              | Duitsland      | LL Mittelrhein       | 7          | 1          | ?     | ?     | 7      | 1      |
| Carrièretotaal              | Carrièretotaal                  | Carrièretotaal | Carrièretotaal       | 430        | 17         | 4     | 0     | 434    | 17     |
| Bijgewerkt op 25 april 2022 |                                 |                |                      |            |            |       |       |        |        |